# August von Trott zu Solz

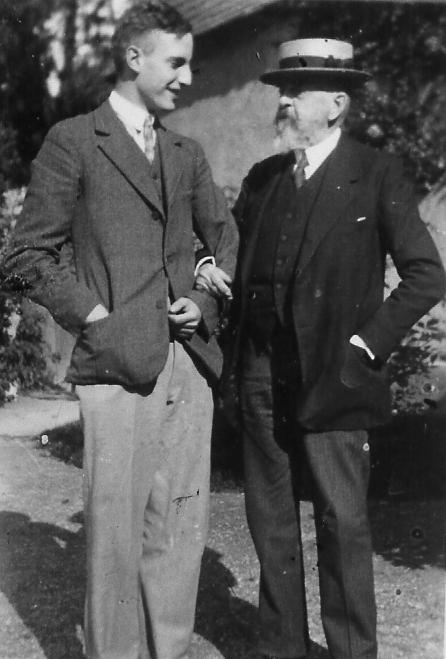
August (rechts) met zijn zoon Adam.

August Bodo Wilhelm Klemens Paul von Trott zu Solz  (Gut Imshausen, bij Bebra, 29 december 1855 - aldaar, 27 oktober 1938) was een Duits staatsman. Hij stamde uit het uradellijke Hessische geslacht Trott zu Solz en was de vader van de diplomaat en verzetsstrijder Adam von Trott zu Solz.
Hij was van 1892 tot 1894 Landraad in Marburg, vervolgens tot 1898 rapporteur in het ministerie van Binnenlandse Zaken van Pruisen. Na in 1898 en 1899 Regierungspräsident in Kolenz te zijn geweest, werd hij Regierungspräsident van zijn geboorteregio Kassel, waar hij zich met name met het onderwijs bezighield. Vervolgens was hij eerste president van de provincie Brandenburg (1905-1909) en Pruisisch minister van Onderwijs en Cultuur (1909-1917). Van 1917 tot 1919 was hij eerste president van de provincie Hessen-Nassau. Daarnaast was hij lid van het Pruisische Huis van Afgevaardigde en kamerheer. Na zijn aftreden trok hij zich terug op zijn familiebezit. Hij stierf op 27 oktober 1938.
- Gemeinsame Normdatei: 117424447
- International Standard Name Identifier: 0000 0000 1040 5897
- Virtual International Authority File: 62326087
- WorldCat: E39PBJd3RrQX9d84MmF777FFrq